# Lagash
Lagash (oggi Tell al-Hiba, Iraq) è una delle più antiche città sumere e, successivamente, babilonesi, di cui rimangono soltanto alcune rovine, per lo più fondazioni nei pressi della giunzione nord-occidentale fra i fiumi Tigri e Eufrate e il confine orientale della città di Uruk. Lagash è situata nel letto asciutto di un antico canale 5 km a est di Shatt-el-Haj e a poco meno di 16 km a nord di Shatra nel distretto di Nasiriyah.

## Le rovine
I resti archeologici della città furono scoperti nel 1877 da Ernest de Sarzec, al tempo console francese a Basra, a cui, per concessione di Nasir Pasha, fu permesso di scavare nei territori sottoposti alla sua giurisdizione. De Sarzec continuò gli scavi ininterrottamente fino alla sua morte avvenuta nel 1901. Il lavoro proseguì sotto la supervisione di Gaston Cros. Gli scavi principali vennero effettuati in due vaste zone, una delle quali si rivelò essere il luogo in cui sorgeva il tempio di E-Ninnu, santuario del dio patrono della città di Lagash: Nin-girsu o Ninib.
Le successive spedizioni archeologiche francesi furono guidate da Henri de Genouillac (1929-1931) e Andre Parrot (1931-1933).

## Il sito
Del tempio non rimasero altro che le fondazioni. Durante il periodo greco sulle sue rovine venne costruita una piccola fortezza e molti dei blocchi costitutivi del tempio ritrovati durante le prime ricerche recano iscrizioni in aramaico e greco di un certo Hadad-nadin-akhe, re di un piccolo regno babilonese. Nella fortezza furono ritrovate anche numerose statue di Gudea conservate ora nel museo parigino del Louvre.
Ma queste statue non furono le uniche perle artistiche che Lagash ci ha lasciato in eredità. Dagli scavi effettuati negli strati inferiori sono state scoperte numerose abitazioni contenenti oggetti di bronzo e pietra risalenti al periodo più antico della civiltà sumera.
Oltre a questi oggetti vennero ritrovati anche armi, statuette e qualunque altro possibile oggetto collegato con l'amministrazione del palazzo e del tempio. Per esempio Sarzec scoprì nell'archivio di un tempio circa 30.000 iscrizioni su tavolette contenenti registri commerciali e molti altri dati di incredibile valore storico che rivelano dettagliatamente molti aspetti legati all'agricoltura e all'industria come, per esempio, i metodi di coltivazione, i rapporti commerciali, ecc...
Sfortunatamente, prima che questi archivi venissero portati al sicuro, furono saccheggiati e molte tavolette sono andate perdute.

## Storia
Dalle iscrizioni trovate a Telloh ci appare che Lagash fosse una città dotata di una grande influenza sulle altre città mesopotamiche durante il periodo sumero, intorno al IV millennio a.C.. Questo fu un periodo caratterizzato dai re indipendenti, Ur-Nina ed i suoi successori, che ingaggiarono seri conflitti con gli elamiti ad est e i re dei "Kengi" e Kish a nord. Con le conquiste semitiche persero la loro indipendenza diventando vassalli di Sargon di Akkad e dei suoi successori. Nonostante ciò mantennero quel po' di indipendenza che gli permise di continuare a chiamarsi Sumeri e di possedere città ben superiori alle altre e artisticamente monopolizzanti.
Dopo il collasso dell'impero di Sargon causato dalla pressione delle tribù dei Gutei, Lagash continuò a prosperare sotto gli ensi ("governatori") Ur-baba e Gudea, e intraprese rapporti commerciali anche con i regni più lontani. Questa fu, però, soprattutto l'epoca della maggior espressione artistica sumera. Gudea, seguendo l'esempio di Sargon, fu uno dei primi regnanti a rivendicare per sé la provenienza divina cosicché in breve tempo vennero prodotti numerosissime statue, idoli, e templi in suo onore a sua immagine e somiglianza.
Anche molti dei lavori precedenti di Ur-Nina, En-anna-tum, Entemena e altri, prima delle conquiste Semitiche, sono molto interessanti. In particolare la famosa stele degli avvoltoi e i grandi vasi d'argento.
Dopo l'età di Gudea, Lagash iniziò il suo declino. Di essa non sappiamo più nulla ad esclusione della fortezza seleucida menzionata in precedenza, e sembra sia diventata parte del regno greco di Characene.
Al tempo di Gudea, il regno copriva un'area di approssimativamente 1600 km2. Conteneva 17 grandi città e numerosi villaggi.

## Dinastie

### Prima dinastia di Lagash
- Enhengal (~2550 a.C.), gran sacerdote o patesi
- Lugal-Sha-Gen-Sur (Lugal-Suggur), gran sacerdote o patesi (~2510 a.C.)
- Ur-Nanshe (Ur-Nina), re (~2480 a.C.)
- Akurgal (~2450 a.C.)
- Eannatum, re (~2445 a.C.)
- Inannatum I, gran sacerdote (~2440 a.C.) subordinato a Umma.
- Entemena, re (~2400 a.C.)
- Inannatum II. (~2390 a.C.)
- Enitarzi (~2385 a.C.)
- Lugalanda (2384–2378 a.C.)
- Urukagina, re (2378–2371 a.C.)

### Seconda dinastia di Lagash
- Ki-Ku-Id (2260 a.C.)
- Engilsa (2250 a.C.)
- Ur-A (2230 a.C.)
- Lugalushumgal (2200 a.C.)
- Puzer-Mama
- Ur-Utu
- Ur-Mama
- Lu-Baba
- Lugula
- Kaku
- Urbaba (2164-2144 a.C.)
- Gudea (2144-2124 a.C.)
- Urningirsu (2124-2119 a.C.)
- Pirigme (2119-2117 a.C.)
- Ur-GAR (2117-2113 a.C.)
- Nammahani (2113-2110 a.C.)